# Stenogobius ophthalmoporus
Stenogobius ophthalmoporus är en fiskart som först beskrevs av Bleeker, 1853.  Stenogobius ophthalmoporus ingår i släktet Stenogobius och familjen smörbultsfiskar. IUCN kategoriserar arten globalt som livskraftig. Inga underarter finns listade i Catalogue of Life.